# Julie's Haircut
I Julie's Haircut sono un gruppo rock italiano originario delle province di Modena e Reggio Emilia.

## Storia del gruppo

### Primi anni (1994 - 1998)
I Julie's Haircut nascono nel 1994 a Sassuolo, in provincia di Modena, inizialmente sotto la prima formazione di tre elementi: Nicola Caleffi, chitarra e voce; Luca Giovanardi, batteria e voce; Laura Storchi, basso e voce. Per buona parte della metà degli anni '90, la band registra svariati demo e prende parte a numerose esibizioni dal vivo dei locali della loro zona. Nel 1995, Luca Giovanardi diventa il secondo chitarrista della band, con l'entrata in scena di Giancarlo Frigieri alla batteria, due anni dopo sostituito da Roberto Morselli. Nel 1998 la band segna un contratto con l'etichetta bolognese della GammaPop Records.

### Il debutto discografico e gli anni alla Gamma Pop (1999 - 2003)
Nel 1999 esce il loro album di debutto Fever in the Funk House prodotto dalla Gamma Pop Records. Il disco, un mix di garage rock, psichedelia, noise e melodie pop, è salutato dalla critica come uno dei migliori debutti indie rock italiani; successivamente viene inserito dalla rivista "Rumore" tra i 50 migliori dischi nella guida sul "Rock italiano anni 90". Con l'inizio del nuovo millennio, i Julie's Haircut intraprendono la loro attività live intercontinentale, pubblicano una serie di EP e sono segnati dall'ingresso in formazione del tastierista e polistrumentista Fabio Vecchi.
Il successivo Stars Never Looked so Bright uscito nel 2001 sempre sotto etichetta Gamma Pop, mescola gli elementi dell'album precedente con un approccio più soul, rispecchiando l'amore per la black music degli anni sessanta maturato in seno alla band.

### Gli anni alla Homesleep (2003 - 2007)
Nel 2003, dopo essere passati sotto l'egida della bolognese Homesleep Records, i Julie's Haircut hanno pubblicato il loro terzo album musicale, Adult Situations; il primo a godere di una distribuzione internazionale. Qui melodia e psichedelia si compenetrano in maniera più personale.
Nel 2005, con l'aggiunta del nuovo membro Andrea Scarfone alla chitarra, basso ed effetti, la musica dei Julie's Haircut si è mossa verso territori più sperimentali, concentrandosi maggiormente sull'improvvisazione e la ricerca sonora, senza perdere contatto con il groove che ha caratterizzato la loro musica fin dal primo giorno.
Nel 2006 è uscito After Dark, My Sweet, quarto album della formazione, che ha visto la collaborazione di Pete Kember, meglio noto come Sonic Boom, uno dei membri fondatori della band inglese Spacemen 3. L'album segna un deciso spostamento verso un metodo compositivo più basato sull'improvvisazione e la ricerca sonora e un allontanamento dalla forma-canzone più tradizionale.

### Gli anni alla A Silent Place e alla Woodworm (2008-2016)
Nel 2008 la band ha terminato le registrazioni del quinto album che si intitola Our Secret Ceremony, uscito il 4 febbraio 2009 per l'etichetta pugliese A Silent Place. A fine 2009 intraprendono con la band italiana Mariposa un tour congiunto denominato "Concerto Grosso". Per l'occasione le due band insieme registrano il brano It's About That Time di Miles Davis e lo includono in un cd-r insieme ad un inedito dei Mariposa (Sombrero Mescalero) ed una reinterpretazione realizzata di Julie's Haircut di Escape from New York di John Carpenter. Questo CD non è stato commercializzato ma era rintracciabile solo ai concerti del tour. Nel 2010 il comune di Carpi, in provincia di Modena ha chiesto alla band di rileggere il disco di Lou Reed Transformer durante la rassegna "Storie di (Stra)ordinaria Scrittura" che si è tenuta a marzo.
Lo stesso anno partecipano con Peter Hook all'omaggio ai Joy Division Unknown Pleasures a Reggio Emilia.
Un nuovo singolo 10", che include cover di The Tarot dalla colonna sonora de La montagna sacra di Alejandro Jodorowsky e di O Venezia Venaga Venusia di Nino Rota dalla colonna sonora de Il Casanova di Federico Fellini viene pubblicato nel giugno 2011 sulla risorta etichetta Gamma Pop, divisione della Ghost Records.
Nel 2012 pubblicano The Wildlife Variations, un EP in formato digitale e vinile prodotto da Trovarobato e Woodworm.
Nell'ottobre 2013, dopo qualche mese dalla pubblicazione dello split album 7" con i Cut intitolato Downtown Love Tragedies - che include la loro cover di Who is he and what is he to you di Bill Withers - esce il sesto album della band, Ashram Equinox, su etichetta Woodworm/Santeria, reso disponibile un anno dopo anche in una Deluxe Edition uscita solo in formato digitale contenente diverse outtake e remix.
Nel 2015 si aggiunge alla formazione la sassofonista bolognese Laura Agnusdei, conosciuta durante una performance del collettivo Unità di Produzione Musicale alla Stazione Leopolda (Firenze).

### Gli anni alla Rocket Recordings (2017-2024)

Julie's Haircut shot by Ilaria Magliocchetti Lombi, Reggio Emilia 2017

Esce nel febbraio del 2017 l'album Invocation And Ritual Dance Of My Demon Twin che segna il passaggio all'etichetta britannica Rocket Recordings. Per la stessa etichetta pubblicano anche il singolo digitale Burning Tree.
Il 2019 vede l'uscita di ben due album: Music from The Last Command, una nuova colonna sonora del film muto di Josef Von Sternberg - e il secondo album di inediti per l'etichetta inglese, In The Silence Electric.
Nel 2023 sempre Rocket Recordings pubblica il singolo digitale Plaster Mask.

## Curiosità
Luca Giovanardi è protagonista della canzone "Tono metallico standard" degli Offlaga Disco Pax, nella quale è "arrogante bottegaio indegno della roba che vendi qui dentro, alternativo dei miei coglioni che quando io ascoltavo i Dead Kennedys tu nemmeno ti facevi le pippe."
Questo passaggio della canzone ha suscitato diverse polemiche, per quanto in effetti il testo della canzone non fosse soltanto finalizzato a denigrare il frontman della band.
L'evento è stato a più riprese stemperato dalla conclamata amicizia tra le due band. In diverse occasioni ci sono state collaborazioni tra componenti di Julie's e Offlaga. In particolare va segnalato un concerto del Damo Suzuki Network che si è tenuto al Calamita di Cavriago (RE). In quella serata Luca Giovanardi incaricato dallo stesso Suzuki di formare la band per quel determinato concerto, ha invitato Enrico Fontanelli degli ODP che ha suonato il Moog Prodigy.

Julie's Haircut shot by Ilaria Magliocchetti Lombi, Reggio Emilia 2017

## Formazione

### Formazione attuale
- Nicola Caleffi - chitarra, voce, basso elettrico, tastiere (1994-presente)
- Luca Giovanardi - chitarra, tastiere, basso elettrico, voce (1994-presente)
- Andrea Rovacchi - tastiere, percussioni (2006-presente)
- Andrea Scarfone - basso elettrico, chitarra, OP-1 (2005-presente)
- Ulisse Tramalloni - batteria, percussioni (2010-presente)
- Anna Bassy - voce (2024-presente)

### Ex componenti
- Roberto Morselli - batteria, percussioni (1997-2010)
- Giancarlo Frigieri - batteria, percussioni (1995-1997)
- Laura Storchi - basso elettrico, tastiere, voce (1994-2006)
- Laura Sghedoni - basso elettrico, voce, tastiere (2006-2007)
- Mara Mariani - basso elettrico, voce, tastiere (2007)
- "Reverendo" Fabio Vecchi - organo, synth, campioni, fiati (2000-2005)
- Laura Agnusdei - sassofono tenore, sassofono alto (2015-2020)

## Discografia
La band ha pubblicato sei album e diversi EP, di cui vengono qui riportati i principali:

### Album
- 1999 - Fever in the Funk House, Gamma pop
- 2001 - Stars Never Looked So Bright, Gamma pop
- 2003 - Adult Situations, Homesleep/Sony
- 2006 - After Dark My Sweet, Homesleep/Audioglobe
- 2009 - Our Secret Ceremony, A Silent Place
- 2013 - Ashram Equinox, Woodworm/Santeria
- 2017 - Invocation and Ritual Dance of My Demon Twin, Rocket Recordings
- 2019 - Music from The Last Command, 42 Records
- 2019 - In The Silence Electric, Rocket Recordings

### EP & Singoli
- 1998 - I'm in Love with Someone Older Than Me 7" single, Gamma Pop
- 1999 - Everyone Needs Someone to Fuck 7" single, Gamma Pop/Superlove
- 2000 - I Wanna Be a Pop Rock Star! - The Plague of Alternative Rock CD, Gamma pop/Superlove
- 2001 - Everything Is Alright CD single, Gamma Pop/Superlove
- 2001 - Set the World on Fire CD single, Gamma Pop/Superlove
- 2001 - The Black Christmas EP CD single, Gamma Pop/Superlove
- 2003 - The Power of Psychic Revenge CD, Homesleep
- 2004 - Marmalade, remix collection CD, Homesleep
- 2005 - Julie's Haircut/Judah Split 7" single, Black Candy/Superlove
- 2007 - Julie's Haircut with Sonic Boom: N-Waves / U-Waves 10"/CD EP, A Silent Place/Superlove
- 2009 - Julie's Haircut with Mariposa: Concerto Grosso tour gift CD-R, omaggio nel tour "Concerto Grosso"
- 2011 - Julie's Haircut play Jodorowsky & Rota 10", Gamma Pop/Ghost Records/Superlove
- 2012 - The Wildlife Variations 12", Trovarobato/WoodWorm/Superlove
- 2012 - Dark Leopards of the Moon, remix collection digital single, Superlove
- 2013 - Downtown Love Tragedies, parts 1 & 2 7", Gamma Pop (split con Cut)
- 2015 - Sidesteps 12", Fruits De Mer (split with Sendelica)
- 2018 - Burning Tree digital single, Rocket Recordings
- 2018 - Karlsruhe/Fountain 12", Superlove
- 2020 - Jihang/Orpheus Rising, remix collection digital single, Superlove (split con Rainbow Island)
- 2021 - Taotie, Xiazhi mix by Pumajaw digital single, Superlove
- 2021 - The Skull digital single, Superlove
- 2023 - Plaster Mask digital single, Rocket Recordings
- 2024 - Skull Flower digital single, Superlove

### Demo
- 1998 - Sexpower CD, Aua records

### Compilation
- 1998 - Julies vs.the WWW in Argos
- 1999 - Noel Damon & Me, Weak Shoulders in Sub Vol.1
- 2003 - Summer Babe in Everything Is Ending Here (Pavement tribute)
- 2004 - New World Rising in Losing My Religion n.3
- 2004 - Your Aural Shape in Losing Today n.2
- 2004 - You Have to Be Joking in Sub - Indies Against In(vi)die
- 2008 - A Huge Ever Growing Pulsating Brain That Rules From The Center Of The Ultraworld in Post-Remixes vol.1
- 2010 - Colony in A Different Story - Songs by Joy Division
- 2010 - Escape From New York in I 400 calci
- 2013 - Asioli e Tarazed in Strange Fish vol. 2
- 2014 - Make Up (feat Violante Placido) in Well I'm Just a Modern Guy - A 70s Rock Tribute with a Glam Touch
- 2014 - How to Hunt a Giant Butterfly (remix) in Sycamore Age - #1 remixes/reworks
- 2015 - Shhh/Peaceful in Side Effects
- 2017 - Fire Unbound in Fundraising Album For Amanda
- 2018 - Burning Tree in The Reverb Conspiracy Volume 5